# 로니 쉬브너
로니 쉬브너(Ronnie Scribner, 1966년 7월 23일 ~ )는 미국의 배우, 텔레비전 배우, 모델이다.
미국에서 태어났다.

## 영화
- 창공의 여왕 에이미 (1981년) - 월터 레이 역
- 도박사(영어판) (1980년)
- 꿈꾸는 낙원 (1978년)